# Peter Swärdh
Peter Swärdh (Hässleholm, 27 januari 1965) is een Zweeds voetbaltrainer. 

## Loopbaan als speler
Swärdh speelt gedurende zijn gehele carrière bij IFK Hässleholm. De rechtsback zet al op zijn 27ste een punt achter zijn actieve loopbaan als voetballer. Als assistent-trainer onder hoofdcoach Anders Linderoth blijft Swärdh echter voor de club behouden.

## Loopbaan als trainer
Na vijf jaar als assistent-trainer besluit Swärdh in 1999 voor het eerst op eigen benen te gaan staan. Hij gaat als hoofdcoach aan de slag bij Högaborks BK. Zijn verblijf daar blijft beperkt tot één jaar, waarna de oefenmeester vertrekt naar Helsingborgs IF. Bij de Zweedse topclub begint Swärdh als jeugdtrainer. Als hoofdtrainer Sören Cratz in 2002 vertrekt bij Helsingborgs, wordt Swärdh aangewezen als zijn opvolger. 
De oefenmeester blijft vier jaar op zijn post zitten, totdat halverwege het seizoen 2006 de wegen van Swärdh en Helsingborgs scheiden. Een jaar later duikt de oefenmeester op bij Åtvidabergs FF, waarna hij in het daaropvolgende seizoen tekent bij Mjällby AIF. Die club leidt Swärdh in 2009 naar promotie naar de Allsvenskan. In 2012 keert Swärdh terug bij Åtvidaberg. In het seizoen 2015 staat de oefenmeester aan het roer bij Kalmar FF. Tot 13 juni 2017 zwaait hij de scepter bij de club uit Småland, vanwege tegenvallende resultaten besluit de club op die dag afscheid te nemen van de trainer. Swärdh werkt daarna voor Landskrona BoIS en Trelleborgs FF. Begin 2021 keert hij terug bij Kalmar FF, waar hij hoofd van de scouting wordt.